# Museo de tecnología Malaya
El Museo de tecnología Malaya (en malayo: Muzium Teknologi Melayu) se encuentra en Kota Batu, en la ciudad capital de Bandar Seri Begawan, Distrito de Brunéi-Muara, en el país asiático de Brunéi. 
Está situado al lado del Museo de Brunéi. El edificio fue donado por el grupo de empresa Royal Dutch / Shell, en el mismo momento de la independencia del sultanato en 1984. El museo fue inaugurado oficialmente por su Majestad el Sultán el 29 de febrero de 1988. Muestra lo que se hacía en la antigüedad, exhibiendo actividades como la pesca, la metalurgia y la orfebrería.